# Djupviken (Bjursås socken, Dalarna)
Djupviken är en sjö i Falu kommun i Dalarna och ingår i Dalälvens huvudavrinningsområde.